# Přišli jsme si pro Vaše děti
Přišli jsme si pro Vaše děti je debutové album kapely Mandrage. Album bylo vydáno v roce 2007.

## Seznam skladeb
| Pořadí | Název              | Délka |
| ------ | ------------------ | ----- |
| 1.     | Kapky proti slzám  | 3:00  |
| 2.     | Realita            | 3:29  |
| 3.     | Punk Rock Song     | 2:21  |
| 4.     | Pasažér            | 4:12  |
| 5.     | Sluníčko           | 3:32  |
| 6.     | Dotyky             | 3:19  |
| 7.     | Digitální děti     | 2:37  |
| 8.     | Muchacha           | 3:02  |
| 9.     | Hlavně se neotočit | 3:01  |
| 10.    | Breakdown          | 2:23  |
| 11.    | U dna              | 3:38  |